# Vasattari
Vasattari är en ö i Finland. Den ligger i sjön Puruvesi och i kommunen Nyslott i  landskapet Södra Savolax, i den sydöstra delen av landet, 300 km nordost om huvudstaden Helsingfors. Öns area är 1,52 kvadratkilometer och dess största längd är 2,3 kilometer i sydöst-nordvästlig riktning.